# عصابة دوكين التجسسية

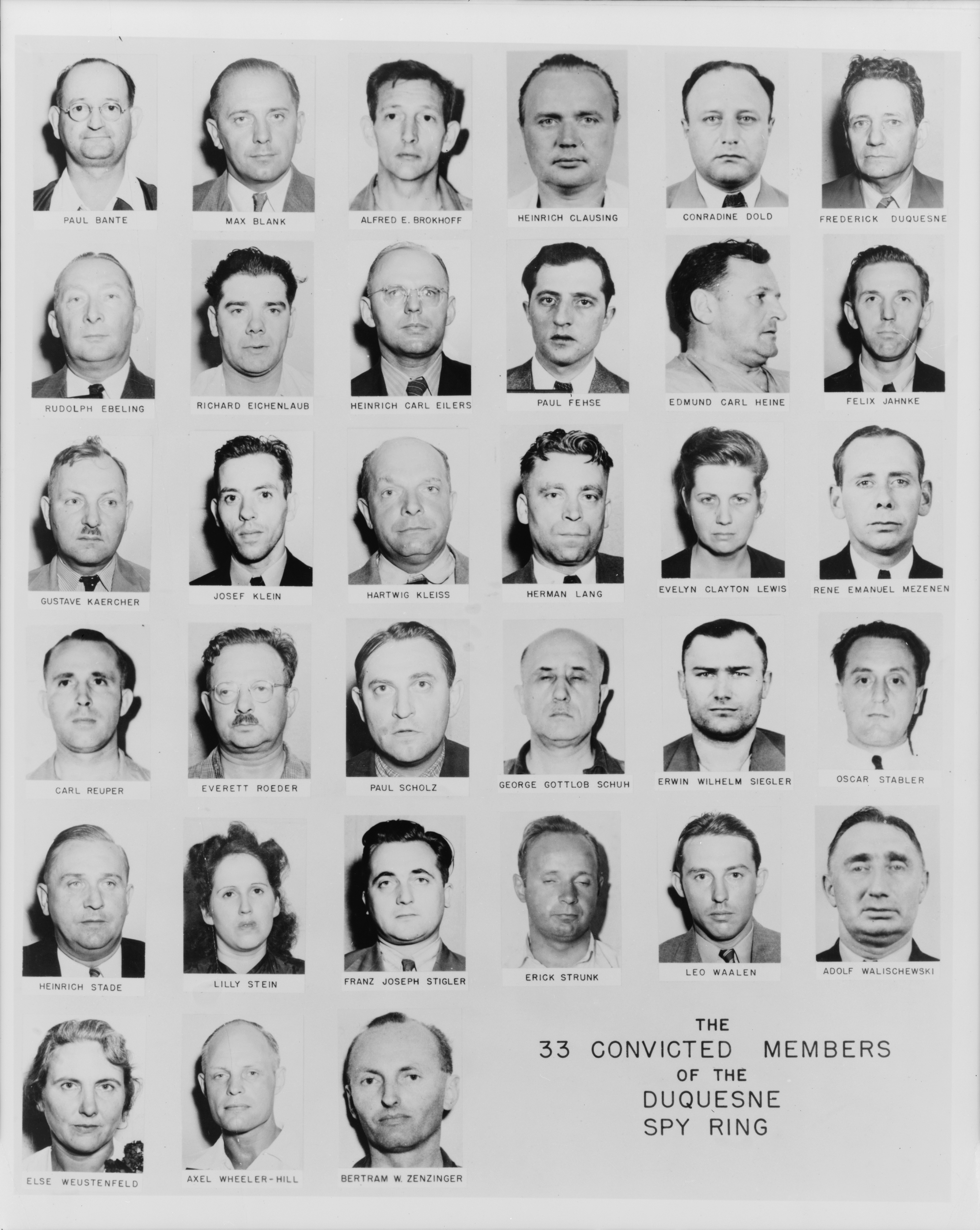

قضية عصابة دوكين التجسسية هي أكبر حادثة تجسس في تاريخ الولايات المتحدة انتهت بإدانات. أُدينت مجموعة تتكون من 33 عضوًا في شبكة تجسس ألمانية يرأسها فريدريك «فريتز» جوبيرت دوكين بعد تحقيق مطول أجراه مكتب التحقيقات الفيدرالي. من بين هؤلاء المتهمين، أقر تسعة عشر منهم بأنهم مذنبون. قدم المتهمون الأربعة عشر الباقون للمحاكمة أمام هيئة المحلفين الفيدرالية في بروكلين، نيويورك في تاريخ 3 سبتمبر 1941، إذ أُدين جميعهم في 13 أكتوبر 1941. في 2 يناير 1942، حُكم على المجموعة بالسجن لأكثر من 300 عام.
شغل الأعضاء، الذين شكلوا عصابة دوكين، مناصب رئيسية في الولايات المتحدة ليتمكنوا من الحصول على المعلومات التي يمكن استخدامها في حالة الحرب وللقيام بأعمال تخريبية؛ فعلى سبيل المثال، فتح أحدهم مطعمًا واستخدم منصبه للحصول على معلومات من رواده، وعمل عضو آخر منهم في شركة خطوط طيران حتى يتمكن من الإبلاغ عن سفن الحلفاء التي كانت تعبر المحيط الأطلسي؛ وعمل آخرون في شركة توصيل لنقل رسائل سرية.
أصبح وليام جي سيبولد، الذي تم ابتزازه ليصبح جاسوسًا لألمانيا، عميلًا مزدوجًا، وقد ساعد مكتب التحقيقات الفيدرالي في جمع الأدلة. لنحو عامين، كان مكتب التحقيقات الفيدرالي يدير محطة إذاعية تعمل على الموجة القصيرة في نيويورك للعصابة. إذ عرفوا المعلومات التي كانت ألمانيا ترسلها إلى جواسيسها في الولايات المتحدة وسيطروا على ما أُرسل إلى ألمانيا. وقد أثبت سيبولد نجاحه كعامل مكافحة للتجسس من خلال الملاحقة القضائية الناجحة للعملاء الألمان.
علق زعيم الجواسيس الألماني في وقت لاحق على ما قامت بها العصابة من تسليم «ضربة الموت» لمحاولات التجسس في الولايات المتحدة. لقب مدير مكتب التحقيقات الفدرالي ج. إدغار هوفر هجوم مكتبه المنسق على عصابة دوكين بأعظم حلقة تجسس في تاريخ الولايات المتحدة.
كان فيلم المنزل الكائن بشارع 92 الذي صدر عام 1945 عبارة عن نسخة متخفية من القصة الملحمية لعصابة دوكين التجسسية عام 1941.

## عملاء مكتب التحقيقات الفدرالي (إف بي آي)

### وليام سيبولد (عميل مزدوج)
بعد إدانات عصابة دوكين التجسسية، زُوّد سيبولد بهوية جديدة وبدأ مشروع مزرعة دجاج في كاليفورنيا.
عند إصابته بالفقر والتوهمات، أُرسل إلى مستشفى ولاية نابا في عام 1965. وقد شُخّصت حالته بالهوس الاكتئابي، حيث توفي هناك جراء إصابته بنوبة قلبية بعمر 70 عامًا، بعد قضائه خمس سنوات. رُويت قصة حياته كعميل مزدوج لأول مرة في كتاب من جواز سفر إلى خيانة عظمى: القصة الخفية للجواسيس في أمريكا عام 1943 من تأليف آلان هيند.

### جيمس إلسورث
عُيّن العميل الخاص جيم إلسورث كعامل لسيبولد أو حارسه شخصي، وكان مسؤولًا عن تعقب كل خطوة له خلال التحقيق الذي دام ستة عشر شهرًا.

### وليام غوستاف فريدمان
كان وليام غوستاف فريدمان شاهدًا أساسيًا في قضية دوكين. بدأ العمل في مكتب التحقيقات الفيدرالي كمحلل لبصمات الأصابع في عام 1935، ليصبح لاحقًا عميلًا بعد كشفه عن بصمة الأصبع المصيرية في قضية الاختطاف.
بعد الحرب العالمية الثانية، عُيّن في بورتوريكو، حيث حدد المجموعة المسؤولة عن محاولة اغتيال الرئيس هاري ترومان. توفي فريدمان بسبب السرطان في 23 أغسطس 1989 في ستيلووتر، أوكلاهوما.

## الأعضاء المدانون من عصابة دوكين التجسسية
فريدريك جوبيرت دوكين والذي يُعرف أيضًا باسم فريتز جوبيرت دوكين
وُلد فريتز جوبيرت دوكين في مستعمرة كيب بجنوب أفريقيا في 21 سبتمبر 1877، وتجنس في الولايات المتحدة عام 1913، إذ كان نقيبًا في حرب البوير الثانية ولاحقًا أصبح عقيدًا في أبفير، قسم المخابرات العسكرية في ألمانيا.
أُلقي القبض على دوكين وسجن ثلاث مرات من قبل البريطانيين، ومرة واحدة من قبل البرتغاليين، ومرة أخرى من قبل الأميركيين في عام 1917، ونجح بالفرار كل مرة. في الحرب العالمية الأولى، كان جاسوسًا وقائدًا لعصابة لألمانيا، وخلال هذه الفترة، خرّب السفن التجارية البريطانية في أمريكا الجنوبية باستخدام قنابل مخفية فدمر العديد منها. أُصدرت أيضًا أوامر إلى دوكين باغتيال أمريكي يدعى فريدريك راسل بورنهام، رئيس استطلاع للجيش البريطاني، لكنه أخفق في ذلك. كان يُعرف باسم «الرجل الذي قتل كتشنر» لأنه ادعى أنه خرّب وأغرق سفينة «إتش إم إس هامبشير»، حيث كان اللورد كتشنر في طريقه إلى روسيا في عام 1916.
في ربيع عام 1934، أصبح دوكين ضابط استخبارات في منظمة أوردر 76، وهي منظمة أمريكية مؤيدة للنازية. وفي يناير 1935، بدأ العمل في إدارة أعمال الحكومة الأمريكية. عرف الأدميرال فيلهلم كاناريس، رئيس وكالة أبفير الاستخباراتية، دوكين من عمله في الحرب العالمية الأولى وأمر رئيس عملياته الجديد في الولايات المتحدة، العقيد نيكولاس ريتر، بإجراء الاتصال معه. كان ريتر صديقًا لـدوكين في عام 1931، وعاد الجاسوسان للتواصل من جديد في نيويورك في 3 ديسمبر 1937.
في 8 فبراير 1940، أرسل ريتر سيبولد، تحت الاسم المستعار هاري سوير، إلى نيويورك وأمره بإعداد محطة إرسال راديو على الموجة القصيرة من أجل الاتصال بدوكين، ذي الاسم الحركي «دان».
حينما اكتشف مكتب التحقيقات الفيدرالي بواسطة سيلبولد أن دوكين كان مرة أخرى في نيويورك يعمل كجاسوس ألماني، قدم المدير ج. إدغار هوفر بيانًا موجزًا إلى الرئيس فرانكلين روزفلت. عُيّن عميل مكتب التحقيقات الفيدرالي ريموند نيوكيرك حالًا، تحت الاسم المستعار راي مكمانوس، لملاحقة «دان»، إذ استأجر غرفة فورًا فوق شقة دوكين الواقعة بالقرب من سنترال بارك، واستخدم ميكروفونًا مخفيًا لتسجيل محادثات دوكين. لكن تبين أن مراقبة أنشطة دوكين صعبة. مثلما وصفها نيوكيرك، «كان الدوق جاسوسًا طوال حياته واستخدم تلقائيًا كل الحيل الموجودة في الكتاب لتفادي أي شخص يتابعه ... كان سيأخذ قطارًا محليًا، ثم يغيره إلى قطار سريع، ليرجع بعدها إلى محلي، ثم يذهب من خلال الباب الدوار، ويستمر في الاتجاه الصحيح، ويصعد في المصعد طابقًا، ثم يخرج منه، ويمشي إلى الطابق الأرضي، ويدخل من مدخل مختلف للمبنى». أبلغ دوكين سيبولد أنه كان على يقين بكونه تحت المراقبة، لدرجة أنه قد واجه أحد عملاء مكتب التحقيقات الفيدرالي وطلب منه التوقف عن تعقبه، وهي قصة أكدها العميل نيوكيرك.
خلال رسالة إلى دائرة الحرب الكيماوية في واشنطن العاصمة، طلب دوكين معلومات عن قناع الغاز الجديد. إذ عرّف عن نفسه بأنه «كاتب ومحاضر مشهور ومسؤول وشريف». كتب في أسفل الرسالة، «لا تقلق إذا كانت هذه المعلومات سرية، لأنها ستكون في يد مواطن صالح». بعد فترة قصيرة، وصلت المعلومات التي طلبها بالبريد، وبعد مرور أسبوع قرأها ضباط المخابرات في برلين.
قضى مدة عقوبته في سجن ليفنوورث الإصلاحي في كانساس، إذ تعرض لسوء المعاملة والضرب على أيدي سجناء آخرين. في عام 1954، أُطلق سراحه بسبب مرضه، بعد أن قضى 14 عامًا في السجن، وتوفي فقيرًا في مستشفى المدينة في جزيرة الرفاهية (تسمى الآن جزيرة روزفلت)، في مدينة نيويورك في 24 مايو 1956، عن عمر يناهز 78 عامًا.